# 庫里皮夫
49°8′19″N 24°38′27″E / 49.13861°N 24.64083°E
庫里皮夫（烏克蘭語：Курипів），是烏克蘭西部的村莊，隸屬伊萬諾-弗蘭科夫斯克州的伊萬諾-弗蘭科夫斯克區。該村面積4.63平方公里，2001年人口169，人口密度每平方公里36.5人。